# فلورا ساینی
فلورا ساینی (به انگلیسی: Flora Saini) (زاده ۲۹ سپتامبر ۱۹۷۸) بازیگر هندی است.
از فیلم‌هایی که وی در آن نقش داشته‌است می‌توان به زن و داستان دو کلمه‌ای اشاره کرد.